# 경마 용어 목록
다음은 경마에서 사용되는 용어를 정리한 목록이다.

## ㄱ
- 경주마 (競走馬)

경주용으로 개량되어 경마에 출전하는 말.
- 기수 (騎手)

경주마를 타고 직접 경주에 출전하는 선수.

## ㄴ
- 낙마 (落馬)

기수가 말에서 떨어지는 것. 경기 중에 기수가 낙마하면 해당 경주마는 실격 처리되며, 순위 산정 대상에서 제외된다.

## ㄷ
- 도주마 (逃走馬)

다른 말들과의 자리 경쟁을 피하고 선두의 자리를 지키며 달리는 기질이 있는 말. 선행마의 강화형으로 볼 수 있다.
- 도착차 (到着差) (이전 명칭: 착차)

결승선을 먼저 통과한 말과 나중에 통과한 말의 거리 차이. 코끝을 기준으로 측정한다.
- 동순위 (同順位) (이전 명칭: 동착)

둘 이상의 말의 도착 시간 차이(도착차)가 매우 근소해 순위를 가릴 수 없는 경우.

## ㅅ
- 선입마 (先入馬)

선행마들의 뒤에서 따라가다가 경기 후반에 추월하여 진입하는 기질이 있는 말.
- 선행마 (先行馬)

다른 말들보다 앞에서 달리는 기질이 있는 말. 보통 앞자리에서 선행마끼리 자리 경쟁을 하다가 1위를 노리는 것이 일반적이다.
- 순위 (順位) (이전 명칭: 착순)

경주마가 결승선을 통과한 순서.
- 신마 (新馬, Griffin, Remount)

연 2세 이상으로 새로이 경마에 출전하는 말.

## ㅈ
- 주행습성 (이전 명칭: 각질)

경기가 진행되는 동안 경주마가 주행하는 습성.

## ㅊ
- 추입마 (追入馬)

맨 뒤에서 힘을 아끼다가 결승선 직선주로에서 강하게 앞으로 나가 추월하는 기질이 있는 말.
- 출마등록 (出馬登錄)

말을 출전시키기 위해 경마시행체가 요구하는 내용을 정해진 양식에 기재하여 신청하는 것.
- 출마신청 (이전 명칭: 출마투표)

특정 경주에 말을 출전시키겠다는 최종적인 의사표시.
- 출발대 (이전 명칭: 발주기)

여러 말들을 일렬로 정렬시킨 후 동시에 출발시키기 위해 사용되는 장치.
- 출발위원 (이전 명칭: 발주위원)

말들의 출발대 입장 순서를 정하고, 출발위치로 말을 몰아가도록 출발 보조원과 기수에게 지시하는 사람.